# لوي إي. لويس
لوي إي. لويس هو صحفي وسياسي أمريكي، ولد في 20 يوليو 1893، وتوفي في 8 سبتمبر 1968. نشط حزبياً في الحزب الديمقراطي. وقد انتخب Speaker of the Illinois House of Representatives ‏.